# بیمارستان قمر بنی‌هاشم (بیضا)

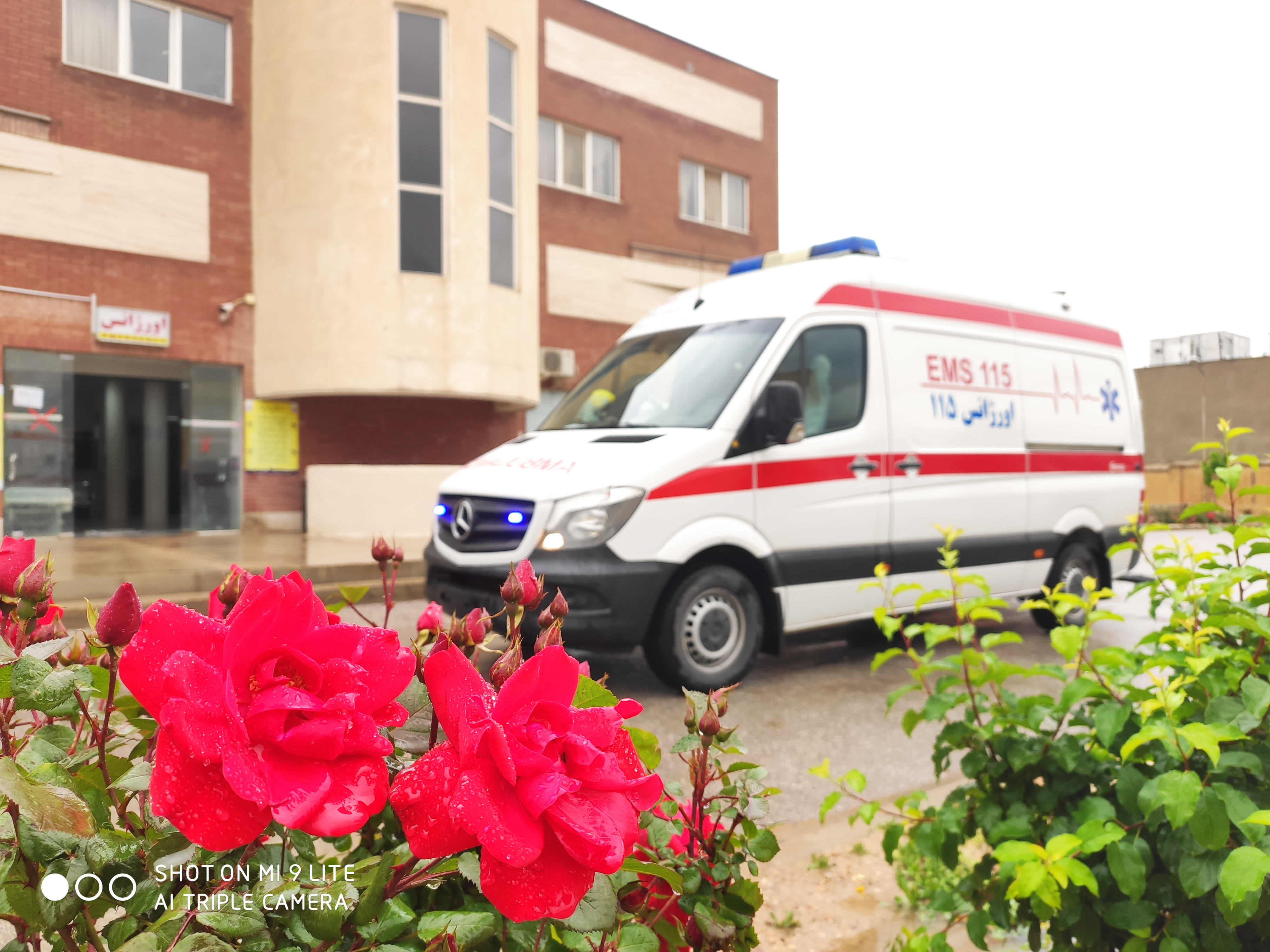

بیمارستان قمر بنی‌هاشم بیمارستانی است درمانی واقع در شهر بیضا، استان فارس وابسته به دانشگاه علوم پزشکی شیراز با ظرفیت ۳۲ تخت مصوب و ۲۲ تخت فعال که در سال ۱۳۹۴ شمسی تأسیس گردید.
بخش‌های موجود در این بیمارستان عبارتند از: اورژانس بستری، پست پارتوم، جراحی عمومی، گوش و حلق وبینی، جراحی زنان و زایمان، داخلی، دیالیز، کولیز، درمانگاه تخصصی

## بیضا
شهرستان بیضا گنجینه ای است از تاریخ باستان، دانش و دانشمندان سرشناس، طبیعتی بهشتی و مردمانی سخت کوش.

## ریاست بیمارستان از ابتدا تا اکنون
دکتر اسحاق کشاورز-متخصص طب اورژانس- اولین رئیس بیمارستان-
مهندس هادی اکبری
مهندس حمید کریمی
مهندس سید روح اله موسوی
دکتر منصور اکبری-متخصص داخلی-
دکتر سعید اکبری
دکتر احسان ابراهیمی-رئیس کنونی بیمارستان -